# سلمان العمران
سلمان بن سعود بن ناصر العمران من مواليد الرياض لاعب نادي الهلال السابق ومدرس تربية رياضية في إحدى مدارس الرياض المتوسطة حالياً وهو شقيق لاعب النصر السابق بندر العمران المدرب في أكاديمية برشلونة في الرياض.
يُعد سلمان العمران من أفضل لاعبي الوسط في جهه اليسار، مثل شباب الهلال وحقق معه الكثير من البطولات المحلية والخارجية ثم التحق بالفريق الأول ومثله في الكثير من المشاركات المحلية والخارجية وحقق معه الكثير من البطولات والتي كانت من أبرزها البطولة الآسيوية أبطال الدوري عام 1412 هـ والبطولة العربية أبطال الدوري العاشرة عام 1415 هـ و البطولة الآسيوية أبطال الكأس عام 1417 هـ.

## اعتزاله
تعرض لإصابة الرباط الصليبي مما أجبره على الاعتزال وتفرغه لمهنة التدريس.